# Joseph Nicolosi
Ten artykuł opisuje teorie, metody lub czynności niezgodne ze współczesną wiedzą medyczną.
Joseph Nicolosi (ur. 21 stycznia 1947, zm. 8 marca 2017) – amerykański psycholog, założyciel i dyrektor Thomas Aquinas Psychological Clinic w Encino i przewodniczący National Association for Research & Therapy of Homosexuality (NARTH). 

## Poglądy
Nicolosi był zwolennikiem teorii terapii reparatywnej, która jego zdaniem nie tłumaczy wszystkich przypadków homoseksualizmu, ale niektórym pomaga zmniejszyć niechciane uczucia homoseksualne. Nicolosi miał za sobą ponad 25 lat praktyki klinicznej. Opisał swoje teorie w Reparative Therapy of Male Homosexuality: A New Clinical Approach oraz trzech innych książkach.
Pociąg do osób tej samej to według Nicolosiego próba naprawienia deficytu emocjonalnego - własnych całkowicie normalnych i autentycznych (ale niezaspokojonych) potrzeb męskiej uwagi, uczucia i aprobaty. Fantazje homoerotyczne są rozumiane jako popęd reparacyjny (jakkolwiek źle ukierunkowany, jeśli podszyty erotyzmem) w kierunku zdrowej płciowości.
Zastosowanie homoseksualizmu postrzegał Nicolosi jako formę reparacji. Zgodnie z tą koncepcją popęd reparatywny jest nieświadomą próbą kompensacji deficytu. Poprzez zachowanie homoerotyczne mężczyzna czujący pożądanie tej samej płci podejmuje próbę naprawy niezaspokojonych potrzeb emocjonalnych dotyczących osób tej samej płci (potrzeby uwagi, uczucia i uznania) oraz deficytów w zakresie identyfikacji płciowej. Te związane często z okresem dzieciństwa i niezaspokojone potrzeby emocjonalne są z jednej strony w pełni uzasadnione, a z drugiej strony ciągle mogą zostać zaspokojone. Wyzwanie, aby nawiązać i pogłębiać zdrowe przyjaźnie z mężczyznami (intymność bez erotyki) jest podstawowym warunkiem dla rozwiązania problemu niechcianego pociągu do tej samej płci.
Przyjaźnie w mężczyznami – heteroseksualistami, do których odczuwa się pociąg erotyczny, mają największą wartość w terapii reparatywnej. Tylko przez takie związki może dokonać się transformacja od pociągu erotycznego do prawdziwej przyjaźni, czyli poznania bliżej odległego mężczyzny. Z czasem wraz ze wzrastającą akceptacją i przyjacielskością ze strony drugiego mężczyzny, pierwotne niechciane uczucia seksualne zmniejszą się w naturalny sposób. Rozsądnie jest mówić o homoseksualizmie w kategorii braku z okresu dzieciństwa i potrzeb bycia akceptowanym przez mężczyzn. Odniesienie do niechcianego homoseksualizmu najlepiej przedstawiać nie jako tożsamość, ale jako konsekwencje i objaw wcześniejszych niezaspokojonych męskich potrzeb. Przeobrażające przejście od seksualności do braterstwa jest zasadniczym doświadczeniem leczącym niechciany męski homoseksualizm. Zasadnicza reguła terapii reparatywnej: kiedy prawdziwy mężczyzna postrzega mnie jako prawdziwego mężczyznę, wtedy staję się prawdziwym mężczyzną.

## Krytyka
Poglądy Nicolosiego nie odpowiadają współczesnej wiedzy naukowej. Terapia reparatywna, zwana także terapią konwersyjną jest pseudonaukową praktyką, nie istnieją żadne wiarygodne dowody, że orientacja seksualna może być zmieniona medycznie, istnieje natomiast szereg dowodów świadczących o tym, że terapia reparatywna jest nieskuteczna oraz szkodliwa.

Również w Polsce pojawiają się krytyczne głosy katolików, którzy przeszłości współpracowali z ośrodkami deklarującymi chęć pomocy zmiany orientacji seksualnej, zamieszczane w katolickiej prasie np. Jacek Prusak w "Znaku" o swojej współpracy z lubelską "Odwagą":
Teraz już z Odwagą nie współpracuję i nie wiem, czy metody nadal są te same. Mam pewne zastrzeżenia co do skuteczności ich pracy, ponieważ nie ma żadnych dokładnych badań dotyczących rezultatów. Deklarowane zmiany orientacji mają więc charakter anegdotyczny.
Cezary Gawryś również w "Znaku" piszący o swoich osobistych doświadczeniach jako "terapeuta" osób homoseksualnych w "Odwadze":
Jestem zdania, że przedstawianie terapii „naprawczej” (stawiającej sobie za cel doprowadzenie u pacjenta do zmiany orientacji z homo- na heteroseksualną) jako jedynej katolickiej propozycji pomocy dla osób homoseksualnych, jest nie tylko pozbawione realizmu, ale też głęboko nieuczciwe. Hasła propagandowe typu: „Nie musisz być homoseksualistą!”, albo: „Dla tych, którzy chcą, szansa wyzdrowienia wynosi sto procent!” (słowa Richarda Cohena, które słyszałem na własne uszy); powoływanie się na jeden czy drugi pojedynczy przypadek, że oto jakiś młody mężczyzna o skłonnościach homoseksualnych „wyszedł na prostą”, bo… zawarł sakramentalny związek małżeński –  takie rzeczy, powtarzane przez ludzi Kościoła, są moim zdaniem przejawem „pobożnych życzeń”, a w istocie  – groźnym brakiem odpowiedzialności za słowa.

## Publikacje
- Nicolosi J., 2009, Terapia reparatywna męskiego homoseksualizmu. Nowe podejście kliniczne, Kraków: wyd. Fundacja Mikolaja Reja.
- Nicolosi J., 2011, Wstyd i utrata przywiązania. Praktyczne zastosowanie terapii reparatywnej, Bydgoszcz: Wydawnictwo Mateusza.
- Nicolosi J. i L., 2013, Dziecko a skłonności homoseksualne. Poradnik dla rodziców, Poznań: W drodze.
- Nicolosi, Joseph (1991). Reparative Therapy of Male Homosexuality: A New Clinical Approach. Jason Aronson, Inc. ISBN 0-87668-545-9.
- Nicolosi, Joseph (1993). Healing Homosexuality: Case Stories of Reparative Therapy. Jason Aronson, Inc. ISBN 0-7657-0144-8.
- Retrospective self-reports of changes in homosexual orientation: A consumer survey of conversion therapy clients[19]
- A meta-analytic review of treatment of homosexuality[20].
- Nicolosi, Joseph & Nicolosi, Linda Ames (2002). A Parent's Guide to Preventing Homosexuality. InterVarsity Press. ISBN 0-8308-2379-4.
- A critique of Bem's "exotic becomes erotic" theory of sexual orientation development[20].
- Clients' perceptions of how reorientation therapy and self-help can promote changes in sexual orientation[21].
- Nicolosi, Joseph (2009). Shame and Attachment Loss: The Practical Work of Reparative Therapy. InterVarsity Press